# Buddismo dei Nikāya
L'espressione buddismo dei Nikāya è stata coniata dalla storiografia contemporanea per indicare un insieme eterogeneo di scuole buddiste sorte nei primi secoli dopo la morte del Buddha Śakyamuni (vedi anche Concili buddisti) che si riconoscevano in un corpo dottrinale e disciplinare, come il Canone pāli, che non comprende quelle scritture indicate successivamente come mahāyāna. 

## Il dibattito sull'espressione "buddismo dei Nikāya" e sui termini alternativi. Origini delle scuole
Un termine sinonimo, sempre utilizzato dagli studiosi, è quello di buddismo Hīnayāna. Va tuttavia tenuto presente che quest'ultimo termine, Hīnayāna ("Piccolo veicolo" o "Veicolo inferiore") era precedentemente utilizzato dai seguaci del buddismo Mahāyāna in senso dispregiativo per indicare i seguaci di quegli insegnamenti buddisti che non riconoscevano la canonicità degli insegnamenti riportati nei Prajñāpāramitā Sūtra e nel Sutra del Loto, in particolar modo riferito ai seguaci della scuola Sarvāstivāda. 
D'altronde, utilizzare per queste scuole la definizione di 'primo buddismo' non rende ragione della nascita al loro interno delle correnti che poi si denomineranno Mahāyāna. L'utilizzo del termine Mahāyāna si è diffuso a partire dal II secolo d.C. circa e si ritiene che la prima letteratura di riferimento possa forse avere avuto origine nel I secolo a.C., ma non si sa quando si siano formati i primi gruppi di monaci che sottolineavano l'importanza e l'urgenza dell'insegnamento dello śūnyatā e della prajñā, tratti caratteristici della dottrina mahāyāna. 
Di certo vi è stato fin dai primi concili dibattito su quali fossero gli effettivi insegnamenti del Buddha Śakyamuni, ma nei testi buddisti più antichi pervenuti, risalenti al I secolo d.C. e rinvenuti nella regione del Gandhara, non c'è traccia di alcuna dottrina riconducibile a quelle mahāyāna.
Philippe Cornu azzarda una soluzione interpretativa della nascita del buddismo Mahāyāna considerando come possibile che il Buddha Śakyamuni abbia insegnato
(Philippe Cornu, op. cit., p.358)
 Questo varrebbe come tesi speculativa, non esistendo testimonianze letterarie, litografiche o archeologiche né dirette né indirette a sostegno e scontrandosi invece con quanto risulta nel canone pāli, il quale riferisce il Buddha negare al monaco e attendente personale Ānanda l'aver mai tenuto insegnamenti segreti o ristretti a monaci privilegiati. Inoltre autorevoli studiosi ritengono i Prajñāpāramitā Sūtra delle opere tardive rispetto a quelle delle scuole più antiche, dette pratyekabuddhayāna.
Gli studiosi R. H. Robinson e W. L. Johnson ritengono infatti il Mahayana il frutto successivo dell'evoluzione delle prime scuole dottrinali buddiste, dette del nikaya, e considerano il Mahayana frutto anche dell'assorbimento di diverse dottrine, riti e culti buddisti diffusi in India al tempo della sua formazione dottrinale.

Nell'introduzione a "Storia del Buddismo indiano" lo studioso Paolo Taroni scrive che: 
All'incirca tra il I secolo a.C. e il I secolo d.C. iniziò dunque ad affermarsi - soprattutto grazie ai laici [...] - il buddismo Mahāyāna, in aperta opposizione alla rigidità e all'arroganza dei monaci, che ormai avevano snaturato il pensiero del buddismo originario e ne avevano dissolta tutta la carica rivoluzionaria, dissacrante e antiteoretica»
Lo studioso Gregory Schopen è di tutt'altro avviso notando che le iscrizioni archeologiche mahāyāna sono quasi tutte monastiche, concludendo che:
(Gregory Schopen. Two problems in the history of Indian Buddhism: the layman/monk distinction and the doctrines of the transference of merit. In Studien zur Indologie und Iranistik. 1985, X, p. 26)
Anche Paul Harrison e Sasaki Shizuka ritengono che il movimento mahāyānista sia di stretta origine monastica.
Paul Williams ricorda come i recenti lavori di Paul Harrison sui frammenti della letteratura mahāyāna nonché i suoi antichi sūtra conservati nel Canone cinese, e solo recentemente studiati, nonché le conclusioni degli studi archeologici effettuati da Gregory Schopen, possano far concludere che il nucleo centrale del Mahāyāna sia certamente monastico e che il punto centrale del Mahāyāna primitivo corrisponda all'aspirazione della perfetta buddhità ovvero al voto del bodhisattva da contrapporre a coloro che seguivano un sentiero 'inferiore' mirando alla liberazione della sola propria sofferenza invece di mirare a quella di tutti gli esseri senzienti.
Questi monaci mahāyāna corrisponderebbero a degli asceti della foresta tesi a tornare allo spirito buddista primitivo:
(Paul Harrison.Searching for the origins of the Mahāyāna : what are we looking for? In Eastern Buddhist. 1995, XXVIII, 1, 65)
Il fatto che i primi mahāyānisti fossero dei monaci asceti delle foreste spiegherebbe, secondo Harrison, la scarsità di testimonianze archeologiche nei loro confronti.
La tesi di un Mahāyāna fondato da monaci conservatori e asceti delle foreste sarebbe dimostrata, secondo Gregory Schopen, anche dall'analisi di un sūtra mahāyāna molto antico, il Maitreyamahāsiṃhanāda (Ruggito del Leone di Maitreya), risalente al I secolo d.C. dove viene raccomandata l'ascesi monastica nelle foreste, la svalutazione della vita laicale e la denigrazione dell'adorazione degli stūpa.
Il pellegrino cinese mahāyāna Yìjìng (義淨, 635-713) registra ancora nel VII secolo che varie scuole allora esistenti con cui era entrato in contatto (Mahāsāṃghika, Vatsīputrīya, Sarvāstivāda e Vibhajyavāda) avevano ancora tutte al loro interno monaci Mahāyāna. Secondo alcuni studiosi ciò indicherebbe che le divisioni tra monasteri, almeno fino al VII secolo, inerivano quindi ancora alla disciplina monastica (Vinaya) piuttosto che alle dottrine di riferimento. Altri studiosi rilevano invece come i codici della disciplina monastica (Vinaya) che ci sono giunti siano invece molto simili tra di loro, almeno per quanto riguarda le controversie dei concili in cui le comunità si scontrarono tra loro, e che fu proprio grazie a ciò che le comunità antiche, nonostante fossero divise dalle loro interpretazioni della dottrina (in primo luogo dell'Abhidharma), potevano convivere negli stessi monasteri. Infatti anche gli studiosi R. H. Robinson e W. L. Johnson fanno risalire la spaccatura tra le scuole dei Nikāya e il Mahāyāna alle reciproche divergenze non disciplinari, ma relative all'Abhidharma.
Ritornerebbe quindi opportuno l'utilizzo, come sostenuto da Richard H. Robinson e Williard L. Johnson, del termine Hīnayāna. In questo ambito tuttavia occorre ribadire che si intende come buddismo dei Nikāya quelle scuole, e quei monaci di quelle scuole, che non si riconoscevano negli insegnamenti dei Prajñāpāramitā Sūtra e nel Sutra del Loto, essendo inoltre tra loro divisi da differenti Vinaya e differenti Abhidharma.
Occorre poi precisare che l'attuale scuola Theravāda non può essere considerata a pieno titolo una scuola del buddismo dei Nikāya, o Hīnayāna, avendo essa stessa subìto, nel corso dei secoli, degli sviluppi dottrinali che l'hanno portata ad accogliere persino alcuni insegnamenti provenienti da altri ambiti buddisti e brahmanici.

## Canonicità delle scritture del buddismo dei Nikāya
Dal punto di vista storiografico è difficile stabilire la "canonicità" di questa o di quella scrittura buddista. Di certo sia gli Āgama-Nikāya (testi a cui fanno riferimento le scuole del buddismo dei Nikāya) che alcuni Prajñāpāramitā Sūtra, come presumibilmente alcuni capitoli del Sutra del Loto, sono stati messi per iscritto nello stesso periodo, ovvero nel I secolo a.C., anche se studiosi fanno comunque risalire l'origine delle Prajñāpāramitā ad un'epoca posteriore a quella della formazione degli Āgama-Nikāya. Parte dei Nikāya del Canone pāli è fatto risalire, secondo alcuni autori e grazie a testimonianze indirette e studi letterari comparativi, al IV secolo a.C., nonostante quello noto sia il frutto di un'edizione del V secolo d.C. La situazione complessiva è tuttavia tale dal far ritenere la ricostruzione dell'evoluzione storica dei testi buddisti pressoché impossibile. Tutte, o alcune, delle dottrine riportate erano state precedentemente, e per secoli, trasmesse oralmente (e forse, almeno in parte, anche per iscritto a partire dall'epoca del sovrano Aśoka) da monaci chiamati bāṇaka. Non si ha contezza di quale sia l'effettivo insegnamento del Buddha Śakyamuni lì contenuto.
Generalmente si ritiene che gli Āgama-Nikāya contengano molti degli insegnamenti del Buddha storico, ma ciò secondo alcuni studiosi non esclude la stessa cosa riguardo ai Prajñāpāramitā Sūtra più antichi, anche se di questi ultimi non si hanno testimonianze, dirette o indirette, precedenti il I secolo a.C., contrariamente a numerosi testi appartenenti alle scuole del buddismo dei Nikāya presenti nel Canone pāli e nel Canone cinese. È certo invece che sia gli Abhidharma della scuola Theravāda e delle scuole buddismo dei Nikāya che gli altri sūtra Mahāyāna siano successivi all'insegnamento del Buddha storico e che non siano in alcun modo riferibili ad esso, come invece la tradizione di queste scuole sostiene.
Ciononostante va precisato che già durante la vita del Buddha Śakyamuni esisteva la figura del Buddhavācana, ovvero di colui che, realizzata l'"illuminazione", poteva parlare con la "voce" del Buddha, altrimenti detta il "ruggito del leone", avendone avuto l'autorizzazione o l'invito a farlo. Seguendo questa antica tradizione è comprensibile come, nel corso dei secoli, sia le scuole del buddismo dei Nikāya e del buddismo Theravāda che del buddismo Mahāyāna abbiano attribuito al Buddha storico degli insegnamenti (come gli Abhidharma o i sutra Mahāyāna) di "illuminati" contemporanei. Tutto questo alla luce di un'ulteriore considerazione che fa riferimento, ad esempio, al Nettippakaraṇa (122-4), antica guida extracanonica all'Abhidhamma del Canone pāli. In questo testo si stabilisce così la canonicità di un insegnamento: «Con che cosa il sutra deve concordare? Con le Quattro nobili verità. Con che cosa il vinaya deve concordare? Con il controllo della cupidigia, della avversione e dell'illusione. Con che cosa il Dharma deve concordare? Con l'insegnamento della coproduzione condizionata». Ne segue che ciò che rispetta queste caratteristiche possa essere considerato canonico. Analoghe considerazioni si trovano nella letteratura buddista sanscrita del Mahāpadesasūtra. Questa lettura, più filosofica che storica della canonicità di un testo, ha consentito l'ingresso in tutti i canoni buddhisti di testi che non possono essere riferiti "storicamente" al Buddha Śakyamuni. Anche se certamente la scuola Theravāda (come le scomparse scuole del buddismo dei Nikāya) ha cercato di attenersi maggiormente, rispetto alle scuole Mahāyāna, ad un'interpretazione storica del criterio piuttosto che a quella dottrinaria.

## Divisione delle scuole
Dopo la morte (parinirvāṇa) del Buddha Śakyamuni, il monachesimo buddista si diffuse presto per tutto il subcontinente indiano. 
A questa diffusione corrispose anche una lenta ma graduale differenziazione nella interpretazione degli insegnamenti, all'epoca riportati oralmente, attribuiti allo stesso Buddha Śakyamuni.
La prima divisione registrata all'interno della comunità buddista (saṅgha) risale alla metà del IV secolo a.C. quando la maggioranza della comunità denominatasi Mahāsāṃghika si divise dagli Sthaviravāda, una minoranza che si autodenominò come gli "anziani" (in sanscrito: sthavira, l'appellativo rivolto ai bhikṣu più vecchi e venerabili), maggiormente fedeli, secondo costoro, all'insegnamento autentico del Buddha.
Il gruppo degli Sthaviravāda rimase unito fino al III secolo a.C. quando da esso si separò un gruppo denominato Vatsīputrīya che sosteneva l'esistenza di un pudgala (persona; e per questo conosciuti anche come Pudgalavāda) all'interno di ciascuno essere vivente, dottrina che evidentemente contraddiceva, per i suoi oppositori, l'anātman insegnato dallo stesso Buddha Śakyamuni.
Alcuni decenni dopo questo scisma, se ne produsse uno nuovo e la comunità Sthaviravāda si suddivise in due: Vibhajyavāda e Sarvāstivāda.
All'inizio del II secolo a.C. dalla comunità Vibhajyavāda sorsero due ulteriori scuole: i Dharmaguptaka e i Mahīśāsaka. Mentre nello stesso periodo dalla scuola Sarvāstivāda sorse la scuola Sautrantika. 
Poco si sa di un'ulteriore scuola, i Kāśyapīya, che sembra sintetizzare le posizioni dottrinali dei Sarvāstivāda con quelle Vibhajyavāda.
Intorno III secolo a.C. alcuni gruppi di Sthaviravāda-Vibhajyavāda si stabilirono nell'India meridionale giungendo da qui nello Sri Lanka. Essi adottarono come lingua canonica il dialetto pracritico pāli e convissero accanto a comunità Mahīśāsaka che possedevano un vinaya simile. Si denominarono Theravāda che è la traduzione in pāli del sanscrito Sthaviravāda. 
Anche questa comunità si divise sul suolo cingalese in due monasteri che adottarono diversi canoni: il Mahāvihāra (che promosse la scuola Theravāda) e l'Abhayagiri (che invece accolse gli insegnamenti riportati nei sutra Mahāyāna e Vajrayāna). Una terza corrente sorse intorno al IV secolo d.C. presso il monastero Jetavana.
Secondo le cronache redatte all'epoca da monaci theravāda, gli Abhayagirivasa e gli Jetavanyasa scomparvero nel XII secolo a causa di una controversia tra esponenti dei monasteri interessati che fu vinta dal monaco theravada Jotipāla, del monastero di Mahāvihāra. In seguito a tale sconfitta, sempre secondo le cronache theravada, le scuole che facevano capo ai monasteri Abhayagiri e Jetavanagiri persero la loro popolarità e i monaci di questi due monasteri «desistettero dal loro orgoglio e vissero in sottomissione al Mahāvihāra.». Secondo gli storici del buddismo, invece, tale scomparsa fu dovuta all'imposizione di una riforma del saṅgha da parte del re cingalese Parakkamabahu I, il quale avrebbe costretto tutti i monaci dell'isola ad aderire alle dottrine del Mahāvihāra (Theravāda) pena l'allontanamento dai monasteri. Tale atto di riforma ecclesiastica portato avanti con l'appoggio del sovrano non impedì tuttavia che culti Mahāyāna continuasse ad essere praticato nello Sri Lanka, tanto che sono note fonti che evidenziano come la devozione alla divinità Natha, che è stata identificata con Avalokiteśvara, fiorisse nel XV secolo e che godette del pieno appoggio e protezione di diversi sovrani singalesi.
Tuttavia anche questo culto fu incorporato nel sistema di credenze della scuola Theravāda singalese e considerato come altre divinità popolari assimilabile dalla sua tradizione. È difficile stabilire con contezza la distribuzione geografica di tutte queste antiche scuole. Le iscrizioni ci dicono poco sulla presenza di quella o dell'altra scuola, perché un'iscrizione di una scuola non esclude la presenza di un'altra che non ha lasciato iscrizioni. Tuttavia sulla distribuzione geografica di queste scuole possediamo la preziosa testimonianza dei pellegrini cinesi Xuánzàng (玄奘, 602-664) e Yìjìng che viaggiarono lungo il sub-continente indiano intorno al VII secolo. Queste testimonianze ci dicono che non vi era una distribuzione omogenea, ma certamente tutte le scuole sembrano essere state presenti nel bacino del Gange dove si situavano i più importanti siti di pellegrinaggio. Anche nell'India orientale (Bengala) convivevano due grandi gruppi di scuole: Mahāsāṃghika e Sthaviravāda. Nel VII secolo la scuola Vibhajyavāda prossima se non identica al Theravāda controllava tutta la regione Tamil dell'India meridionale ed era presente anche sulla costa a Nord di Bombay. I Mahīśāsaka sono a Nord-Ovest sulle rive del Fiume Kṛṣṇa ma anche in Sri Lanka; i Dharmaguptaka sembrano essere presenti sono nell'India nord-occidentale come i Kāśyapīya; i Sarvāstivāda dominano invece tutta l'India settentrionale dal III secolo a.C. fino ad almeno il VII secolo.
Tutte le scuole buddiste oggi esistenti derivano da queste scuole antiche ma con degli specifici sviluppi dottrinali.